# واریک
latitudeواریکlongitudeواریک
واریک (به انگلیسی: Warwick) یک شهرک در بریتانیا است که در واریک‌شر واقع شده‌است.

## خصوصیات
واریک ۳۰٬۱۱۴ نفر جمعیت دارد.

## خواهرخوانده
شهر هاولبرگ خواهرخواندهٔ واریک هست.